# Kamienica przy ulicy Mickiewicza 8 w Katowicach
Kamienica przy ul. Mickiewicza 8 w Katowicach – zabytkowa kamienica mieszkalno-handlowa w Katowicach-Śródmieściu, położona przy ulicy A. Mickiewicza 8. Powstała ona w 1900 roku w stylu historyzmu, a jej pierwszym właścicielem był Isidor Riesenfeld. Część zachodnia kamienicy została przeznaczona na cele restauracyjne. Początkowo działała tam restauracja „Tucherhaus”, a po kilku zmianach od 1935 roku działała tu restauracja, a później także kawiarnia „Wojko”, którą zamknięto w latach 70. XX wieku. W dniu 3 października 1983 roku kamienicę wpisano do rejestru zabytków.

## Historia

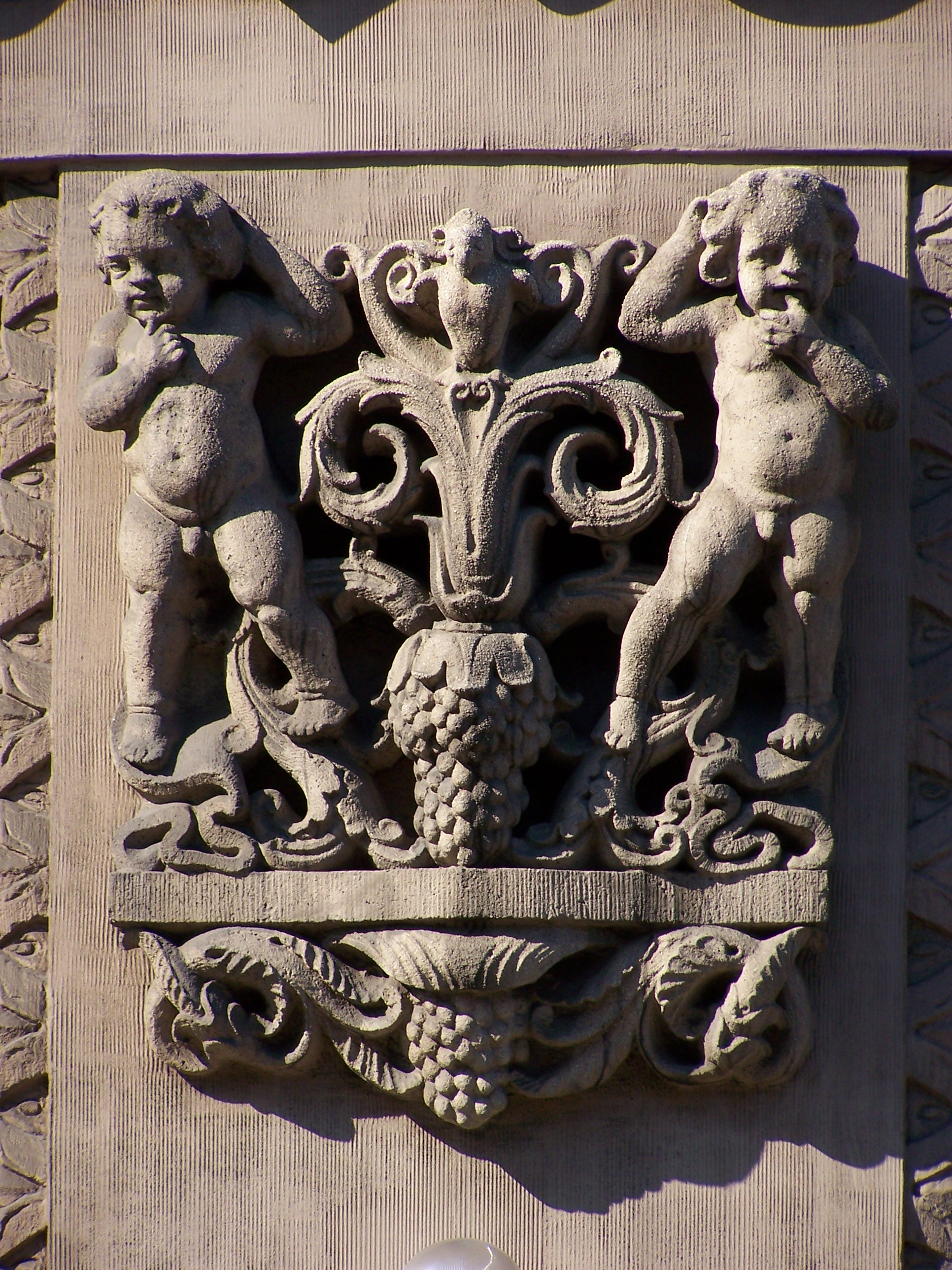
Detal architektoniczny na kamienicy pod numerem 8

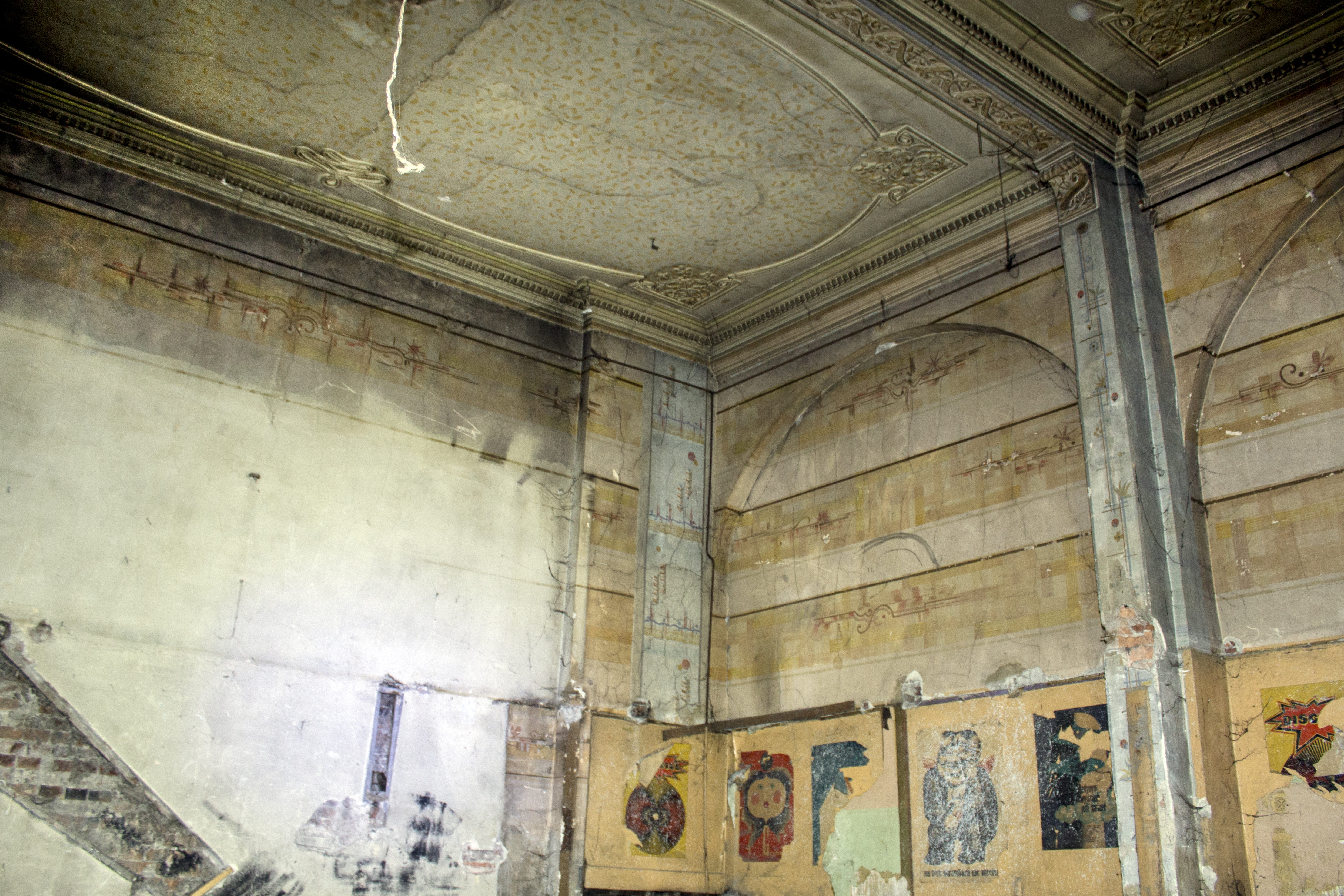
Wnętrze dawnego żydowskiego domu modlitwy

Pierwszym właścicielem i architektem kamienicy był niemiecki przedsiębiorca budowlany żydowskiego pochodzenia Isidor Riesenfeld, który w 1899 roku zakupił działkę pod budowę kamienicy (według B. Klajmon za projekt odpowiada Przedsiębiorstwo Budowlane Perl i Trapp). Wówczas teren przed przystąpieniem do prac budowlanych zajmował „Boimskÿ’scher Garten”. Początkowo przedsiębiorca miał trudności z przygotowaniem gruntu pod zabudowę, a także z uzyskaniem pozwolenia od Policji Budowlanej, jednak rok później budowa kamienicy została ukończona. 
Partia przyziemia kamienicy od początku była przeznaczona na cele handlowo-usługowe, przy czym część zachodnia wykorzystywana była wyłącznie na cele restauracyjne. Pierwotnie funkcjonowała tam restauracja „Tucherhaus”, mająca w ofercie norymberskie piwa. W okokoło 1913 roku restauracja nazywała się „Fürsten-Bräu” i należała do ówczesnego mieszkańca kamienicy – Alberta Biela. Kilka lat później przeszła w ręce innego właściciela i od około 1920 roku działała tam kawiarnia i cukiernia „Atlantik”. Wówczas zdecydowano się podjąć radykalne zmiany dotyczące aranżacji miejsca – przebudowano fasadę w części przyziemia oraz wnętrze restauracji, nadając im formę zmodernizowaną, nawiązującą do nazwy miejsca. Od 1940 roku funkcjonowała tam kawiarnia „Femina”, a od 1945 roku kawiarnia „Cafe Club”.
Partia wschodnia przyziemia początkowo była częścią restauracji i mieściła się w niej sala bilardowa, jednak po przebudowie, od 1920 roku działał tam sklep z winami, który został przejęty w 1923 roku na rzecz zarządu kolei. W 1934 lokal był własnością restauracji, mającej w ofercie likiery i koniaki firmy „Meisner-Poniecki”. Od 1941 roku działała tam restauracja „Gaststätte Fitzek”. 
Najprawdopodobniej na pierwszym piętrze, w oficynie zachodniej funkcjonowała synagoga (dom modlitwy), poświadczona w księdze adresowej z 1905 roku. Synagoga Wielka zlokalizowana na tej samej ulicy była zbyt duża do codziennego użytku, dlatego niezbędne było funkcjonowanie w pobliżu mniejszej. Na dawnych rzutach inwentaryzacyjnych pomieszczenie domniemanej synagogi określano głównie jako salę, rzadziej dużą salę (1913) lub salę gościnną (1938). 
W trakcie przednim pierwszego piętra być może pierwotnie znajdował się zakład introligatorski należący do Maxa Wolffa (introligatora) oraz Otto Wolffa (handlowca) lub biuro Simensa. Pomieszczenia klubowe znajdowały się tam od około 1909 roku. Od 1933 roku w tej części kamienicy znajdowały się restauracja i sala bilardowa „Union”, należące do wdowy po kapitanie – Melanji Orlińskiej. W 1935 roku zmieniono nazwę restauracji na „Wojko”. 
W kamienicy funkcjonowały także biura. Pierwotnie działało tam biuro firmy „Simens und Halske” (od 1906 roku „Simens-Schuckertwerke”) oraz spółka „Gesellschaft Eintracht”. W 1920 roku w kamienicy mieścił się „Bundeshaus” (od 1925 spółka „Dom Związkowy”), na prośbę którego w 1923 roku dobudowano poddasze w oficynie zachodniej. W 1936 roku „Dom Związkowy” został przejęty przez Zakład Ubezpieczeń Społecznych. W 1935 roku na poddaszu działał także związek pracowników umysłowych „Afabund”. 
Restaurację i kawiarnię pod nazwą „Wojko” zamknięto w latach siedemdziesiątych XX wieku. Kamienica w ciągu ostatnich dziesięcioleci ulegała stopniowej dewastacji poprzez zaniedbanie, co odzwierciedla się w jego złym stanie zachowania. Obecnie w kamienicy działa bar mleczny i kawiarnia „Europa”.  

## Architektura

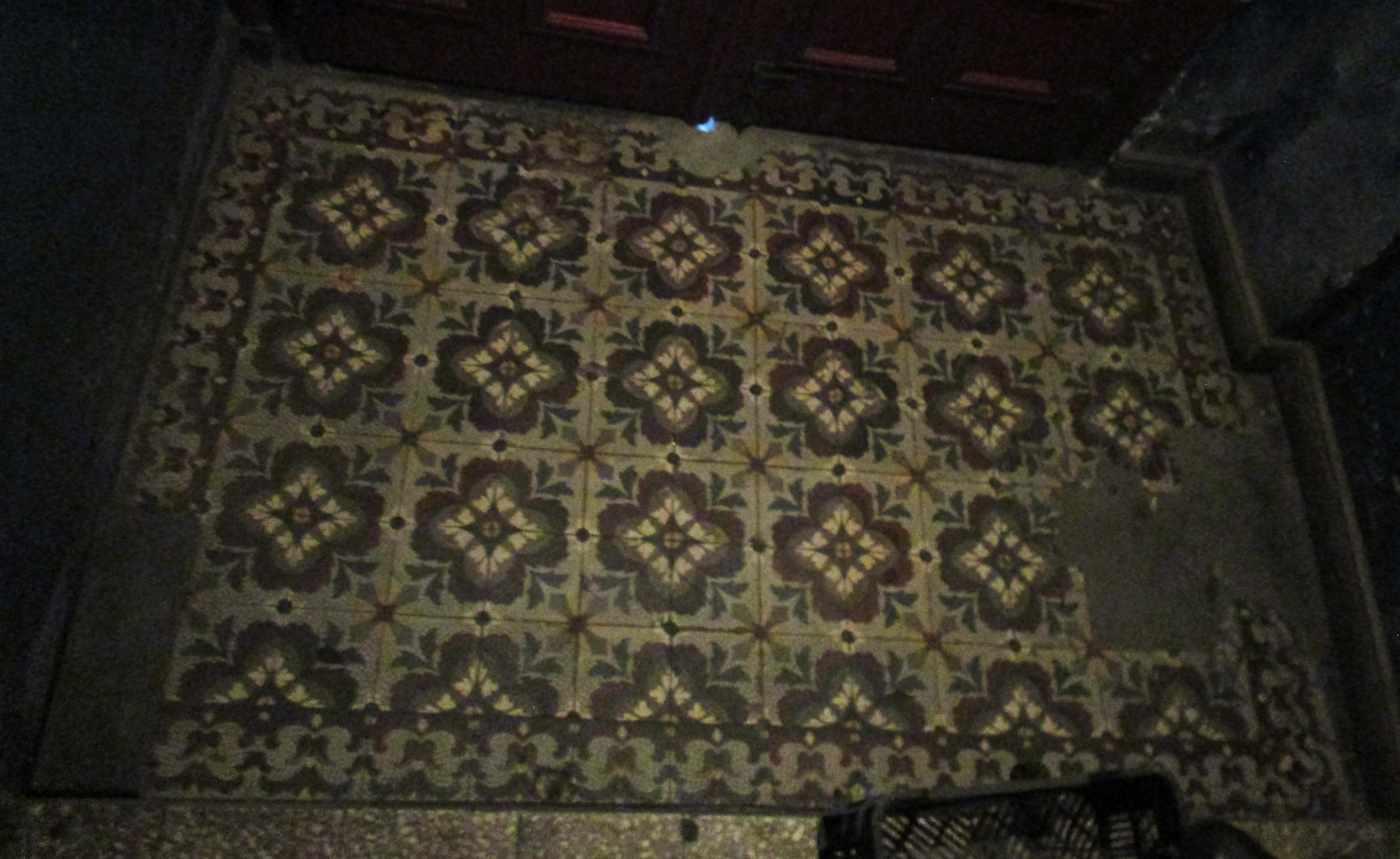
Posadzka w części parterowej budynku przy ul. A. Mickiewicza 8

Budynek przy ulicy A. Mickiewicza 8 w Katowicach należy do grupy dużych, bogatych, wysokoczynszowych kamienic, który powstał w 1900 roku w nurcie historyzmu z elementami secesji. Został zaprojektowany na rzucie czerpiącym z wzorników berlińskich, przy czym występują w nim nietypowe różnice, które można wytłumaczyć funkcjonowaniem wewnątrz synagogi, uwzględnionej jeszcze przed powstaniem budynku – świadczy o tym zarówno ulokowanie budynku przy ulicy, gdzie w tym samym roku wybudowano Synagogę Wielką, ale także okazała forma synagogi oraz wyznanie mojżeszowe jej projektanta i właściciela.
Układ funkcjonalno-przestrzenny kamienicy przy ulicy A. Mickiewicza 8 w Katowicach jest typowy dla XIX i XX wiecznych kamienic czynszowych. Obiekt składa się z budynku frontowego połączonego z oficynami tylnymi, umieszczonymi na rzucie zbliżonym do kwadratu. Pośrodku założenia znajduje się podwórze, do którego prowadzi brama wjazdowa od ulicy A. Mickiewicza. Pięciokondygnacyjny budynek frontowy składa się z: piwnicy, parteru, trzech pięter, poddasza i strychu. Budynek jest zwarty i stanowi harmonijną całość. Widoczna jest niewielka różnica wysokości między kondygnacjami budynku frontowego a skrzydłami kamienicy. 
Kamienica posiada szeroką, 27 metrową fasadę, której ówczesny wygląd odbiega od tego, który ilustrują pocztówki z początku XX wieku, gdy oprócz czytelnych dziś form historyzmu widoczne były także elementy secesji. Partia przyziemia kamienicy pierwotnie była sześcioosiowa, z szerokimi witrynami wyznaczającymi osie. 
Budynek wpisano do rejestru zabytków dnia 3 października 1983 roku (nr rej.: A/1316/83).